# Louise Celia Fleming
Louise Celia „Lulu” Fleming (28. ledna 1862 Fleming Island, Florida – 20. července 1899 Filadelfie, Pensylvánie) byla americká lékařka a první žena černé pleti, která vystudovala na Ženské lékařské fakultě v Pensylvánii. Byla první Afroameričankou, která byla pověřena prací pro Ženskou společnost americké baptistické zahraniční misie (Woman's American Baptist Foreign Missionary Society) v Africe.

## Životopis
Fleming se narodila 28. ledna 1862. Její rodiče byli otroci na plantáži plukovníka Michaela Fleminga v Hibernii v okrese Clay County na Floridě. Když jí bylo 15 let, přestoupila na křesťanskou víru v Bételském baptistickém ústavním kostele v Jacksonville. Byla podporována ve studiu a v roce 1885 promovala na Shaw University. Fleming získala základní vzdělání a stala se učitelkou ve veřejné škole v St Augustine na Floridě.
V roce 1886 ji oslovila Ženská společnost americké baptistické zahraniční misie, aby zastupovala společnost jako misionářka v Kongu. Fleming pozvání přijala a v roce 1887 přijela do Konga, kde byla umístěna v Palabala. Pracovala zde s dívkami a vyučovala základní předměty a angličtinu v nedělní škole. Do Spojených států se vrátila v roce 1891, kvůli svému zdravotnímu stavu. Téhož roku se s myšlenkou zmírnit nemocnost v Kongu, přihlásila na Ženskou lékařskou fakultu v Pensylvánii. Promovala v roce 1895.
Fleming se poté vrátila ke své misi v Kongu. Byla jedinou afroamerickou ženou-lékařkou v zemi. V roce 1898 se nakazila spavou nemocí, načež se vrátila do Spojených států. Fleming zemřela 2. července 1899 v Samaritánské nemocnici ve Filadelfii ve věku 37 let.